# Mafia!
Mafia! (en castellano Mafia! Estafa como puedas) es una película estadounidense dirigida por Jim Abrahams (director de Airplane!, The Naked Gun: From the Files of Police Squad! y la saga Hot Shots!, entre otras) y protagonizada por Jay Mohr, Lloyd Bridges, Pamela Gidley y Billy Burke.
Es una parodia a la saga de El padrino y a Casino, con claras referencias a sus colaboradores en ciertas tramas del metraje, al igual que todas las películas de su género.

## Sinopsis
La trama, narrada por Anthony Cortino (Jay Mohr) cuenta la vida de su padre, Vincenzo Cortino (Lloyd Bridges) cuando era un niño y se metió en un grave problema con la mafia en su Sicilia natal y tuvo que emigrar a América en barco (sátira de El Padrino II), donde conoció al amor de su vida.
Años más tarde, Don Cortino aparece en su despacho dialogando con un cliente (parodiando la primera escena de El Padrino) pidiendo justicia en la boda de su hijo Joey (Billy Burke). En la boda aparece Anthony con su novia Diane, recién llegado del ejército, y del que nadie supo nada durante su ausencia. Anthony deberá acoplarse a los cambios que ha sufrido su familia en los últimos tiempos, mientras va narrando su vida y la de su familia.

## Reparto
- Jay Mohr como Anthony Cortino.
- Billy Burke como Joey Cortino.
- Christina Applegate como Diane.
- Lloyd Bridges como Vincenzo Cortino.
- Pamela Gidley como Pepper Gianni.
- Olympia Dukakis como Sophia.
- Tony Lo Bianco como Marzoni.
- Joe Viterelli como Dominic Clamato.
- Jason Fuchs como Vincenzo joven.
- Blake Hammond como Orsatti.
- Phil Suriano como Frankie Totino.
- Vincent Pastore como Gorgoni.

- Datos: Q339693